# Rubus ambrosius
Rubus ambrosius är en rosväxtart som beskrevs av Trávn. och Oklej.. Rubus ambrosius ingår i släktet rubusar, och familjen rosväxter. Inga underarter finns listade i Catalogue of Life.